# Bukovec u Horšovského Týna

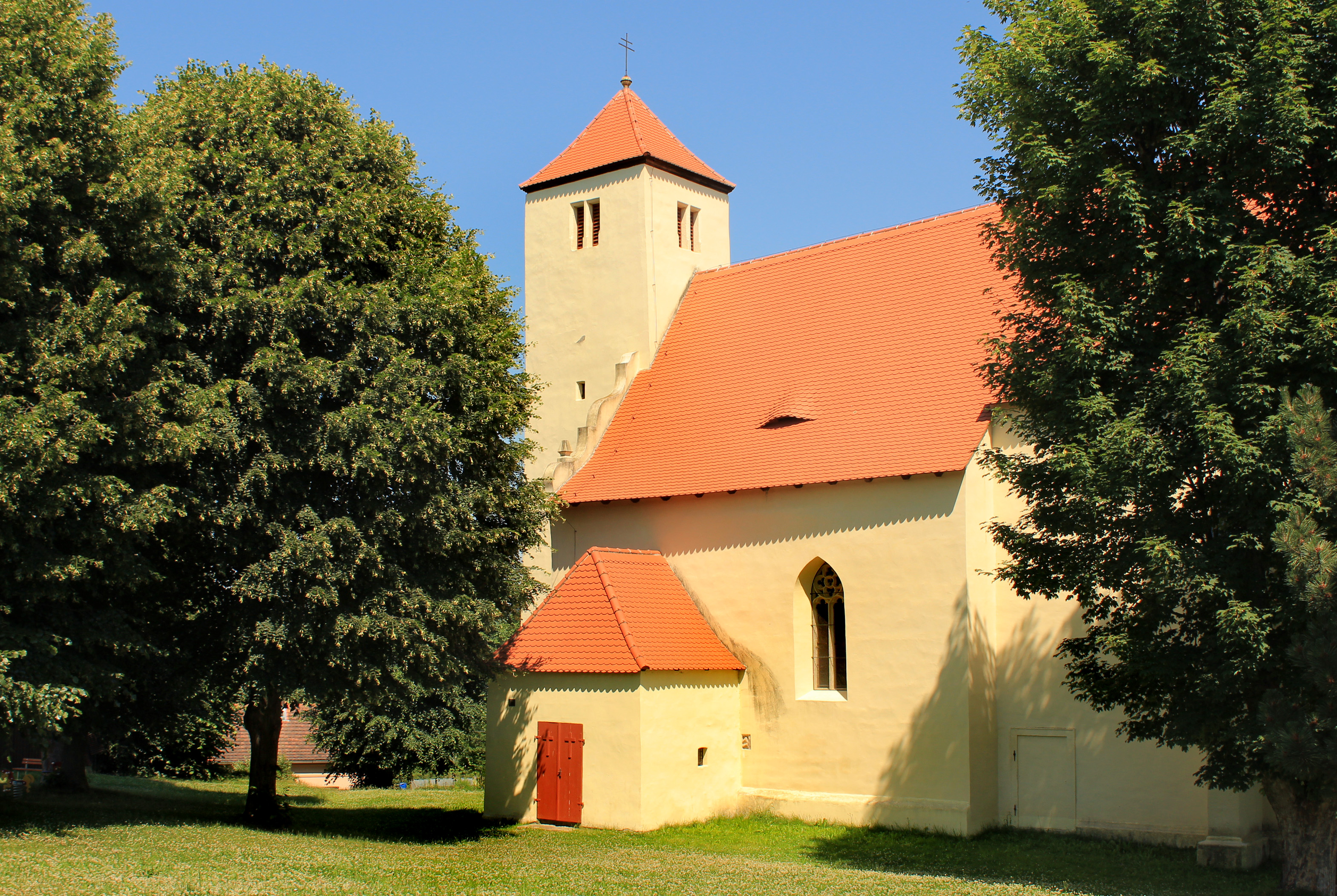
Die Kirche

Bukovec (deutsch Mogolzen) ist eine Gemeinde in Tschechien. Sie liegt acht Kilometer nordöstlich von Horšovský Týn und gehört zum Okres Plzeň-jih.

## Geographie
Bukovec befindet sich rechtsseitig des Baches Chuchla in der Chodská pahorkatina. Gegen Südwesten erstreckt sich das Wildgehege Čertáno.

## Geschichte
Die erste urkundliche Erwähnung des Ortes erfolgte im Jahre 1177.
Nach der Aufhebung der Patrimonialherrschaften bildete Mogolzen ab 1850 eine Gemeinde im Pilsner Kreis und Gerichtsbezirk Bischofteinitz.
Nach dem Münchner Abkommen wurde Mogolzen dem Deutschen Reich zugeschlagen und gehörte bis 1945 zum Landkreis Bischofteinitz.
Von 1984 bis 1990 war Bukovec nach Holýšov eingemeindet. Zum 1. Januar 2021 wechselte die Gemeinde vom Okres Domažlice in den Okres Plzeň-jih.

## Sehenswürdigkeiten
- Kirche Mariä Himmelfahrt
- Schloss Bukovec